# 開成中学校・高等学校
開成中学校・高等学校（かいせいちゅうがっこう・こうとうがっこう、英: Kaisei Junior & Senior High School）は、東京都荒川区西日暮里に所在し、中高一貫教育を提供する私立男子中学校・高等学校。
高等学校において、中学校から入学した内部進学の生徒(旧高生)と高等学校から入学した外部進学の生徒(新高生)との間で、第2学年から混合してクラスを編成する併設混合型中高一貫校。

## 概要
校風は質実剛健。校章の由来は「ペンは剣よりも強し」。1学年の生徒数は中学300名、高校400名である。
中学1年次から高校2年次までは毎年クラス替えが行われる。中学では43~44人×7クラス、高校では約50人×8クラスである。高校1年次のクラス編成では、新高生は1年5組・6組、旧高生は1年1組~4組・7組・8組に振り分けられる。高校2年次からは旧高生と新高生が混合したクラス編成となる。なお、高校2年次から高校3年次の間ではクラス替えは行われない。

## 沿革

### 共立学校
1871年、加賀藩の洋学・砲術・海洋学の講師から小石川造兵司頭になった佐野鼎によって神田淡路町の相生橋に共立学校として創立された。跡地となっている淡路公園には「発祥の地」の石碑が置かれている。
2代目校主には佐野の娘婿である伊藤祐之（札幌製糖社長）が就いた。この時代の卒業生に高田早苗らがいる。佐野の死後には廃校寸前となったが、1878年に大学予備門の教師をしていた高橋是清が初代校長に就任し、大学予備門への進学者のための寄宿制の進学予備校として改革、英学科と和漢学科の二科の三年制（予科1年、本科3年）と定めた。高橋が校長に就任した翌年の1879年には、共立学校からの大学予備門入学者が定員466名のところ、実に112名に達した。以降も、東京英語学校（現：日本学園中・高）や成立学舎などとともに、第一高等中学校（のちの一高）への合格者数上位校として知られていた。
1891年の中学校令の一部改正公布に則り、尋常中学共立学校と改称し尋常中学校への転換を図ったが、学校組織は以前のままであった。

### 開成
1891年の中学校令の一部改正により（官公立の）尋常中学の設立要件が緩和されたことは、市井の私立校の第一高等中学校（のちの一高）など官立高等諸学校への進学が断ち切られたことをも意味し、私立校は軒並み生徒が集まらなくなった。
当時官公立校に対してだけ認められていた在学生に対する徴兵猶予や校地に対する免税、卒業生の判任官任用などの特権を得る便法としての有利な条件も働き、まず共立中学（現：都立戸山高校）が、次いで共立学校の2校が東京府の管轄下に入り、1895年に、それぞれ東京府城北尋常中学校、東京府開成尋常中学校と名を改めた。このとき、校名が「共立学校」から「開成」となったのは、東京府当局が「共立」と「府立」は相容れないとして難色を示したためだとされている。さらに中学校令改正により1899年に東京府開成中学校と改称。「開成」という名称は、易・繋辞伝（けいじでん）にある「夫易開物成務」という言葉が由来である。
まもなく各種特権が私学にも与えられるようになったこともあって、1901年に府の管轄から私立へ復して私立東京開成中学校となり、1919年に東京開成中学校と改称。1903年には開成夜学校を併設。
1945年には太平洋戦争戦局悪化のため、無試験入学となる。翌1946年には入学試験が再開されるが、筆記試験が復活するのは1953年のことであった。戦後、学制改革により、1947年に新制中学校（開成中学校）が、1948年には新制高等学校（開成高等学校）が発足し、旧制5年制中学から新制6年制中高一貫の開成中学校・高等学校へ移行し現在に至る。
また、現在の道灌山の校地に移転したのは、関東大震災により淡路町校舎が焼失した後の1924年である。1920年に初めて行われた東京高師附属中学校（現：筑波大附属高校）とのボートレースは現在も行われている。

### 年表
- 1871年 -「共立学校」創立。
- 1885年 -「ペン剣」の記章を定める。
- 1895年 - 校名を開成と改める。
- 1924年 - 学園は神田淡路町から西日暮里（現在地）に移る。
- 1947年 - 開成中学校が発足。
- 1948年 - 開成高等学校が発足。旧制5年制中学から新制6年制中高一貫の開成中学校・高等学校へ移行。校長に曾禰武（前：立教大学教授）が就任[14]。
- 1970年 - 曾禰武が校長を退任[14]。

## アクセス
以下の路線の最寄駅である西日暮里駅からは徒歩約1分
- JR山手線
- JR京浜東北線
- 東京メトロ千代田線
- 日暮里・舎人ライナー

## 学校行事
- 4月 - ボートレース
- 5月 - 運動会
- 6月 - 学年旅行（中1 - 高2）
- 7月 - 水泳学校
- 9月 - 文化祭（開成祭）
- 11月 - マラソン大会
- 12月 - スキー学校

### ボートレース
1920年以来、毎年4月にボート部の部員により戸田漕艇場にて開成高校と筑波大学附属高校のボートレースが行われている。これは現在まで続く学校間対校戦としては最も歴史を持つものである。6人漕ぎフィックス、ナックルフォア、舵手付きフォアを経て、2001年から舵手付きクォドルプル（両手漕ぎ4人乗り）で行われており、2025年現在の通算成績は48勝48敗である。高3を中心とした応援団が中1と高1の新入学生を指導して応援練習を行い、当日は応援団および新入生全員が応援を行う。

### 運動会
例年5月の第2日曜日に行われる、開成最大の行事。生徒の手で運営され、高3が中心となり運動会準備委員会、運動会審判団、運動会審議会、運動会記録委員会の下、一年間をかけて準備が行われる。中高合同で行われ、高校はクラスごと（1組から順に、紫、白、青、緑、橙、黄、赤、黒と色が割り振られる）、中学は各クラス5・6人ずつ縦割りで前述の8組に分ける（中学は7クラスのため）。運準や審判による毎年の検討案に基づく100ページ以上のルールブック（審判手帳）は時代とともに改正を重ねて受け継がれている。
目玉競技は、1929年以来棒倒しである。高3生は、運動会後その勢いを大学受験に切り替えて邁進する。

#### 競技一覧
2025年度 (154th) [競技順]
- 中3 俵取り
- 中1 馬上鉢巻取り
- 高校個人 スウェーデンリレー
- 中学個人 学年別リレー
- 高2 棒倒し（5棒）
- 中2 綱取り
- 高1 騎馬戦
- 中学個人 要領次第（中1・ムカデ競走、中2・出前競走、中3・たすき結び競争）
- 高3 棒倒し（6棒）
- 中学・高校個人 全学年リレー

競技は稀に変更される場合があり、特に要領次第は変更されることが多い。
新型コロナウイルス感染症の影響で、2020年度に行われる予定であった149th大運動会は中止となった。また、2019年の148thまで行われていた「食品サンプル食い競走」は開催できなくなり、2021年の150thから「たすき結び競争」に変更となった。
また、旧校舎取り壊しに伴い俵の保管場所がないという問題が発生し、一時期俵取りを別の競技に変更することも検討されていたが、問題は解決され、俵取りのまま続行となった。

#### アーチ、エール
各組の高3は毎年、在校生の応援席（桟敷）の上にアーチと呼ばれる絵を描き、組の応援歌であるエールを作る。観客による投票でアーチ賞・エール賞が選ばれる。

#### 運動会準備委員会
委員長団・各係チーフ・サブチーフによって構成される運準総務の下、運準各係に所属する生徒が運動会の運営に貢献している。
- 委員長団（委員長、高2副委員長、高1副委員長、会務、会計）- 鉢巻の色は臙脂色。
- 補務 - かつての資材係を引き継ぎ、アーチやエール、各係で使う資材を所掌。鉢巻の色は藤色。
- 会場係 - 会場設営全般。鉢巻の色は紅梅色。
- 衛生係 - けが人の対応や各組の練習などの監督。鉢巻の色は水色。
- 演技準備係 - 競技に使われる俵や棒などの作成・管理。鉢巻の色はサーモンピンク。
- 召集係 - 競技を行う選手の誘導。鉢巻の色は太古色。
- 得点係 - 得点計算・順位決定・得点櫓での掲示。鉢巻の色は松葉色。
- 放送係 - 放送・計時業務全般、PVの管理。鉢巻の色は茶色。
- 報道係 - 広報。鉢巻の色は紺色。
- 巡回係 - 会場案内。鉢巻の色は紺色。

#### 運動会審判団
審判長と各競技ルール責任者・主審などの副審判長からなる審判総務の下、FJ (Field Judges) と呼ばれる生徒がジャッジを行っている。
- 審判長

（以下、副審判長）
- 会計
- 庶務
- 各競技ルール責任者 - 前年度の主審が担当する
- 各競技主審

（以下、審判総務）
- 各競技副審

#### 運動会審議会
前期審議会と後期審議会に分けられ、前者では議案の審議、後者では運動会の反省が主に行われる。議長を中心とする議長団、運準などの各組織の代表、中高各クラスのクラス代表により構成されている。議長団は毎年公示で募集され、中3（新高1）-高2（新高3）により構成される。近年では行き過ぎた形式主義による規程の形骸化や所信表明演説が遵守されていない等の問題が発生しているとの議論もある。鉢巻の色は翡翠色。
- 議長

（以下、副議長）
- 第一副議長（議長を常時直接補佐する）
- 書記局長（議事録や公報等を作成する書記局の長）
- 法制局長（法令の管理や代筆を担当する法制局の長）
- 議長補佐（会計を担当する）
- 第一副議長補佐（渉外を担当する）

#### 運動会記録委員会
実戦対抗（実対）や本番の記録業務及びそれらの公式記録の管理業務を担っている。鉢巻の色は金茶色。
- 委員長（1名、高3）
- 副委員長（2名、高3）
- 実務C（1名、高2）
- 実務SC（2名、高2）
- 一般委員（約40名、中2-高2）

以上のおよそ50名からなる組織である。なお、委員長は前年の実務チーフが、副委員長は前年の実務サブチーフが就任することが慣例となっている。

### 学年旅行（修学旅行）
中1から高2まで毎年行われ、中3と高2では修学旅行と呼ばれる(学園HPの記述による)。行き先や日程などは、旅行委員が主体となって決め、旅行会社との交渉を行うこともある。

### 水泳学校
毎年7月下旬、千葉県館山市の施設で中1が参加する。元々は水泳部合宿であったが、2006年に中1対象の行事として復活させ、翌年に宿舎が新しくされた。東日本大震災以降、津波の心配から任意参加となった。現在は2泊3日で行われている。

### 文化祭
毎年9月に開催され、「開成祭」と呼ばれる。生徒運営による「文化祭準備委員会」の下、文化系の各部や同好会・サークル、有志などが参加団体（通称参団。部活は部活参団、有志は有志参団と呼ばれ、参団の中でも体育館や行動などでパフォーマンスを行う参団は実演参団と呼ばれる。）として参加し、日頃の研究成果の発表やパフォーマンスなどが行われる。一部の運動部はグラウンドや体育館を利用して招待試合を行う。多くの生徒は高2の文化祭から12月にかけて部・サークル活動を引退するため、文化祭は多くの文化部において代替わりの時期となる。

#### 文化祭準備委員会
文化祭運営全般を担う組織であり、委員長団・各係C・SCによって構成される文準総務の下、のべ1000人を超える生徒が文準の一員として文化祭運営に貢献している。
- 委員長団（委員長、高2副委員長、高1副委員長、文準会計、会務、特務、専務）
- 参団係 - 参団の管理・指導
- 資材係 - 文化祭で用いられる資材の管理
- 実演係 - 部活の招待試合など、展示参団以外の参団の管理・指導（152ndより旧名称である実演参団係からの名称変更が行われた）
- 会場係 - 観客の誘導
- 喫茶係 - 文準喫茶の運営
- 模擬店係 - 模擬店の運営
- 縁日係 - 縁日の運営
- 古本係 - 古本市の運営
- 参画係 - 講演会・スタンプラリー・開成ツアー等の運営（152ndより参画係と講演会係が統合された）
- 広報係 - 公式サイト・Twitter等での広報業務およびパンフレットの作成
- 電気係 - リールなど、電気関連の管理業務
- 装飾係 - アーチや宣伝などの装飾物の管理
- 演奏団体係 - 演奏団体（バンド・弾き語り等）の管理
- 舞台係 - 中夜祭・後夜祭の運営（154thより旧名称である中後夜祭係からの名称変更が行われた）
- 防災担当 - 防災への対応

### マラソン大会
毎年11月上旬に、荒川河川敷を利用して行われる。1903年に始まり、初めは中山道を経由して巣鴨 - 大宮間で行われていた。その後、江戸川河川敷など何回かのコース変更を経て、現行のコースとなった。距離は中1が5km、中2・3が6km、高校生は8kmである。

### スキー学校
冬のスキー学校は毎年12月、春のスキー学校は毎年3月、長野県の菅平高原にて4泊5日で行われる。1960年に始まり、かつては長野県の乗鞍高原で行われていたこともある。希望者は、スノーボードを受講することも可能である。

## 部活動・個人活動
校内には運動部・文化部合わせて約50の公式部、および20を超える同好会がある。
ボート部は、2017年3月の全国高等学校選抜ローイング大会（舵手付きクォドルプル）で4位、2018年7月の全日本中学選手権競漕大会（舵手付きクォドルプル）で優勝している。
クイズ研究部は全国高等学校クイズ選手権に出場13回、優勝4回の実績を残している。第30回大会（2010年）から第32回大会（2012年）まで3連覇を果たしている。第42回大会（2022年）でも優勝した。
俳句部は「俳句甲子園」（全国高校俳句選手権大会）で、2025年現在、27回中優勝14回の実績を残しており、第23回大会（2020年）から第26回大会（2023年）まで4連覇を果たしている。
弁論部は全国中学・高校ディベート選手権に20回中12回出場し、第20回大会では中学の部で優勝している。
囲碁部は、全国高校囲碁選手権大会団体男子の部において、第35回（2011年）から3連覇を達成している。
国際科学オリンピックでは、国際数学オリンピックや国際化学オリンピックなどに同校の生徒が日本代表として派遣され、好成績を収めている。

## 不祥事
2020年2月に実施された入学試験に合格し入学手続きした男子とは別の少年が、その合格者になりすまして登校していたこと、およびその経緯について9月28日、都内の私立学校を管轄する東京都生活文化局に報告した。7月下旬に本来であれば生徒の出身中学から送付されるはずの指導要録が高校に送付されなかったことで発覚した。実際に合格した者は開成とは別の高校に進学していたという。入学手続きした男子は除籍処分、その生徒になりすましていた少年は立ち入り禁止処分とした。なお、その2人の関係について、学校側は両者とも未成年であることを理由に明らかにしていない。

## 関連団体・関係者一覧

### 関連団体
- 開成会 - 同窓会組織。日本国内外に支部がある他、省庁内、民間企業内、その他様々な場所に開成会が設立されている。

## 関連学校

### 開成から分離独立した学校
- 逗子開成中学校・高等学校
  - 1903年 - 第二開成中学校として創立
  - 1909年 - 逗子開成中学校として分離独立
- 昌平高等学校
  - 1903年 - 神田淡路町の東京開成中学校内に開成夜学校として創立
  - 1923年 - 関東大震災での校舎焼失を機に、1926年に神田駿河台に分離
  - 1936年 - 昌平中学となる
  - 1948年 - 昌平高等学校となる
  - 1966年 - 募集停止
  - 1979年 - 廃止

### 開成の関係者が設立した学校
- 鎌倉女学院中学校・高等学校
  - 1904年 - 鎌倉女学校として創立
  - 1948年 - 鎌倉女学院となる

## 関連文献・映像
- 『東京開成中学校校史資料』（東京開成中学校、1936年）
- 『開成学園九十年史』（開成学園、1961年）- 開成学園九十年史編纂委員会編集
- 『開成110』（開成学園、1981年）- 開成学園校史委員会編集
- 『子供たちの復讐 / 上：開成高校生殺人事件 下：祖母殺し高校生殺人事件』（朝日新聞社、1979年）- 本多勝一編
  - 1977年に発生した、本校生徒がその父親に殺害された事件を題材の一つにした著作。被害者となった生徒による家庭内暴力の継続が事件発生の原因とされ、マスメディアで大きく報じられた。
- 川上ますみ『にぃにのことを忘れないで -脳腫瘍と闘った8年間-』文芸社、2007年7月1日。ISBN 9784286030494。
  - 脳腫瘍と闘う本校生徒の実話。2009年に『24時間テレビ 「愛は地球を救う」32 START!〜一歩を踏みだそう〜』中で、実写ドラマが放送された。